# Fajã das Almas

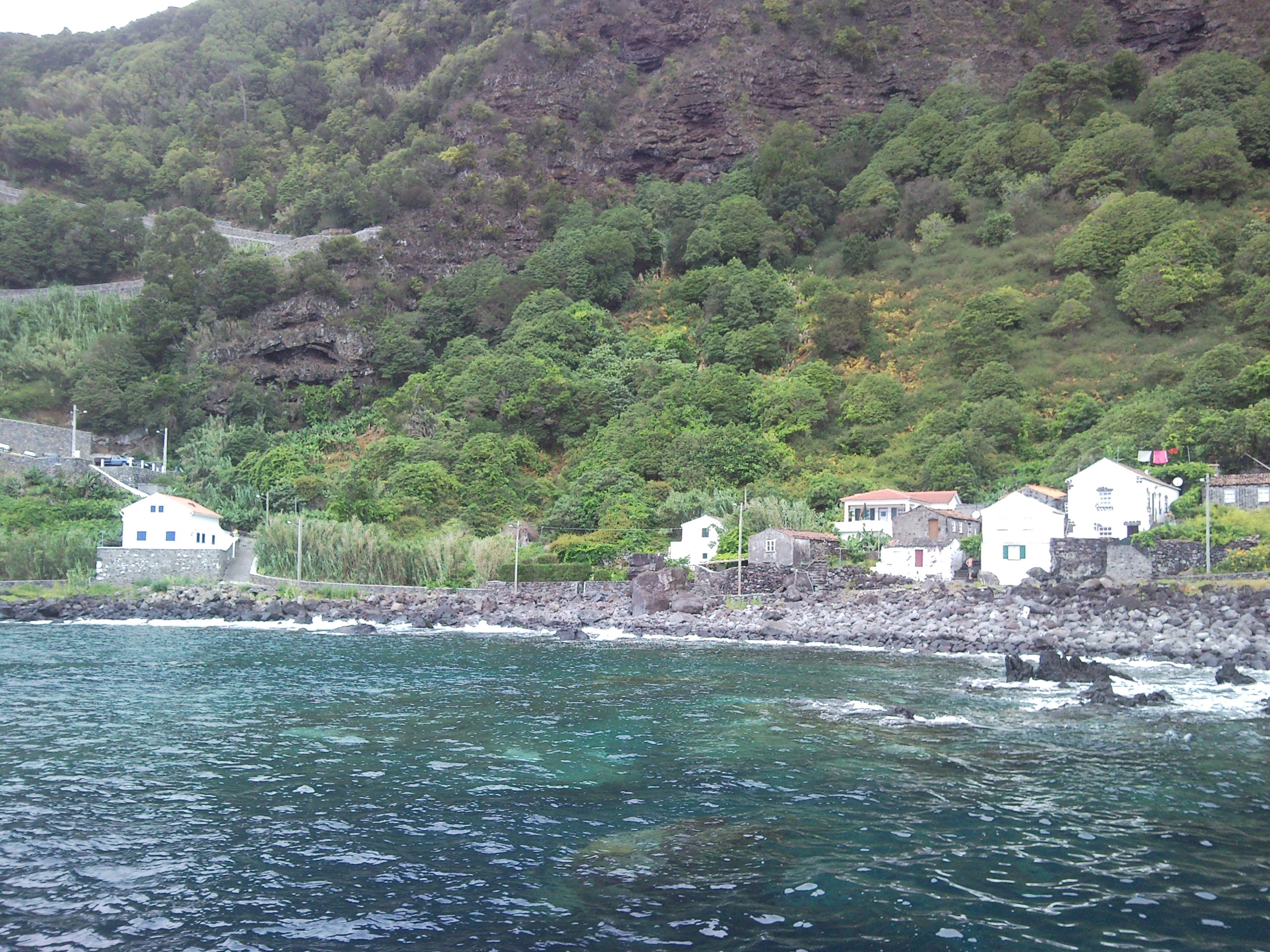
Fajã das Almas, Aspecto do povoado e da costa.

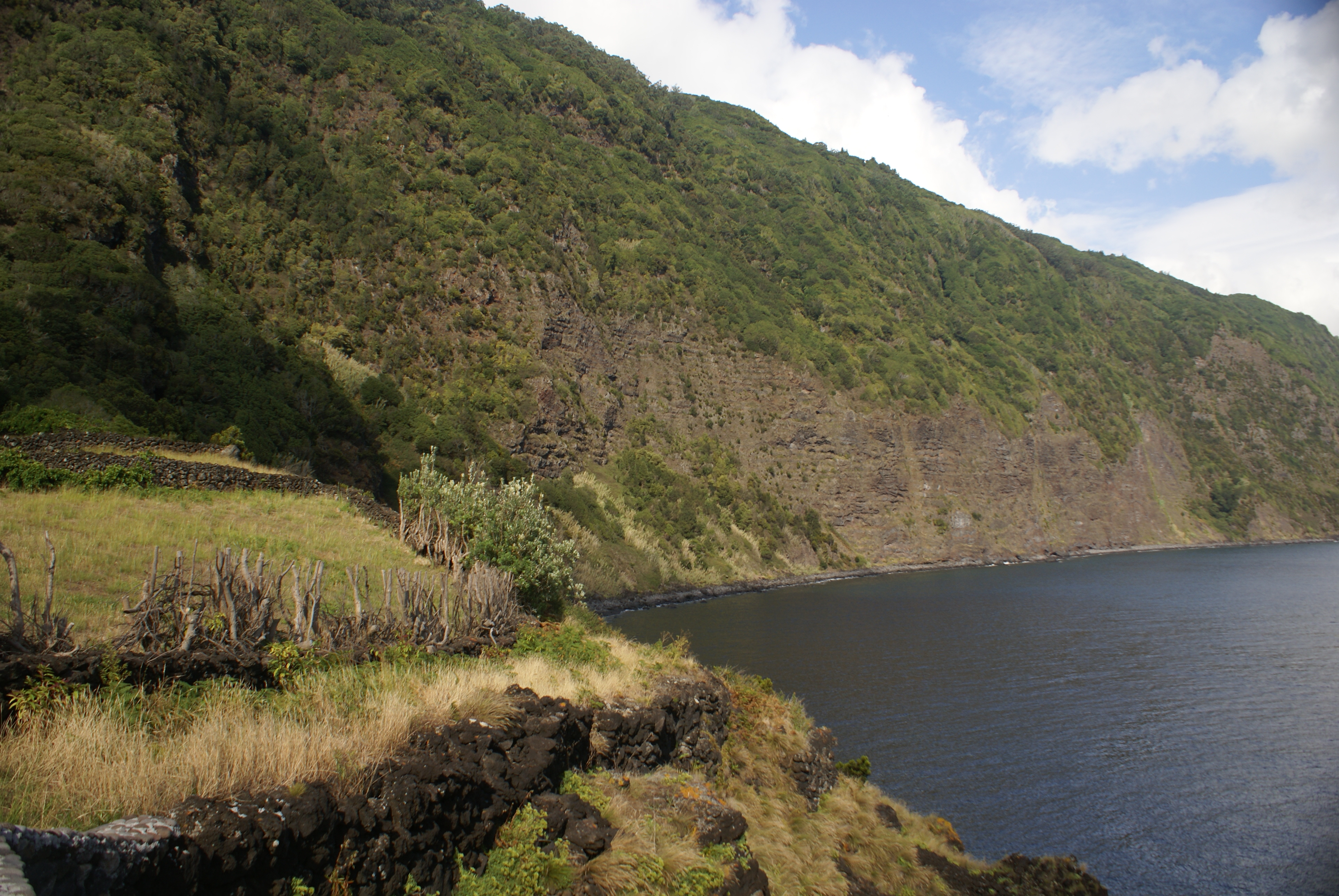
Fajã das Almas, falésias.

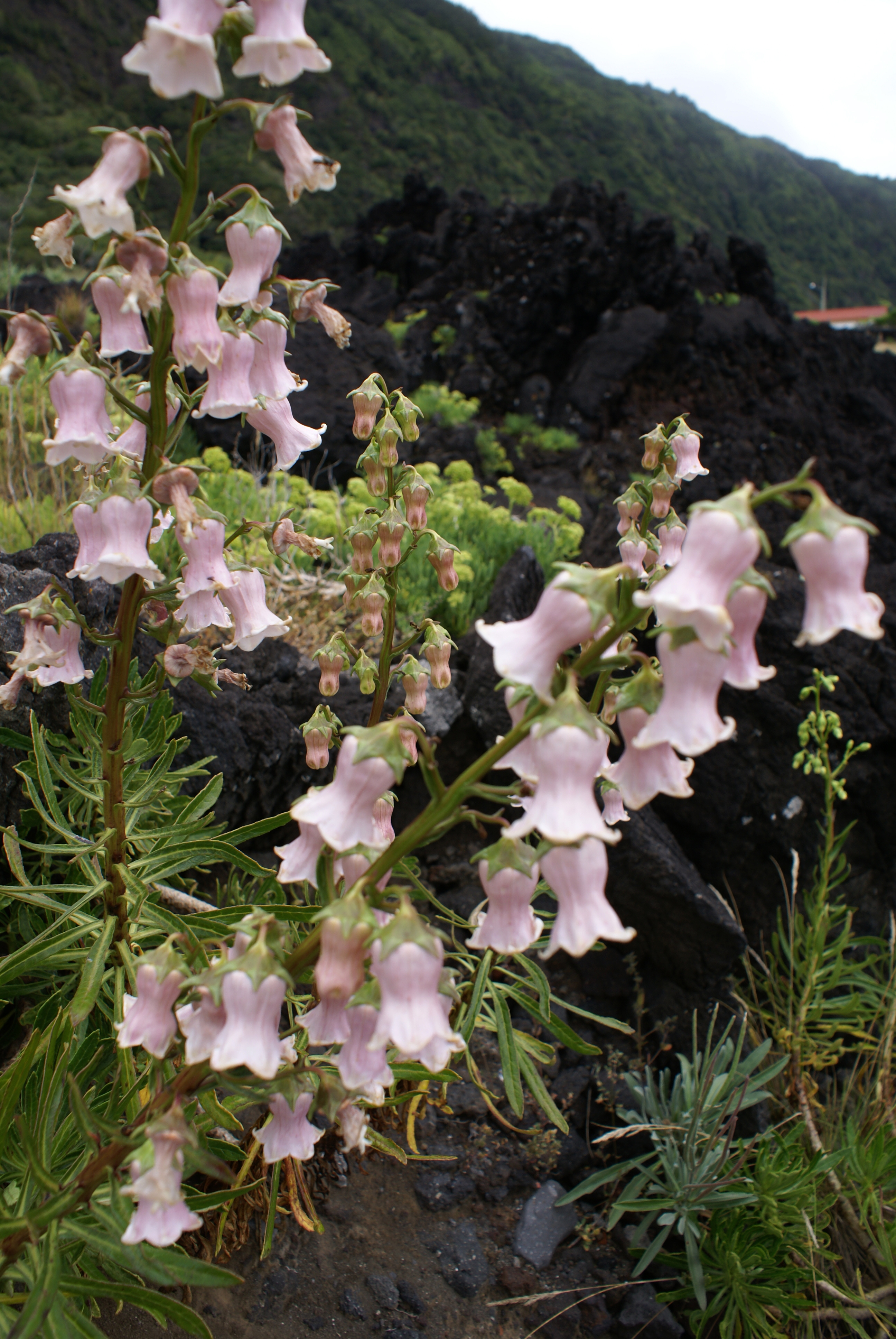
Fajã das Almas, Azorina vidalii.

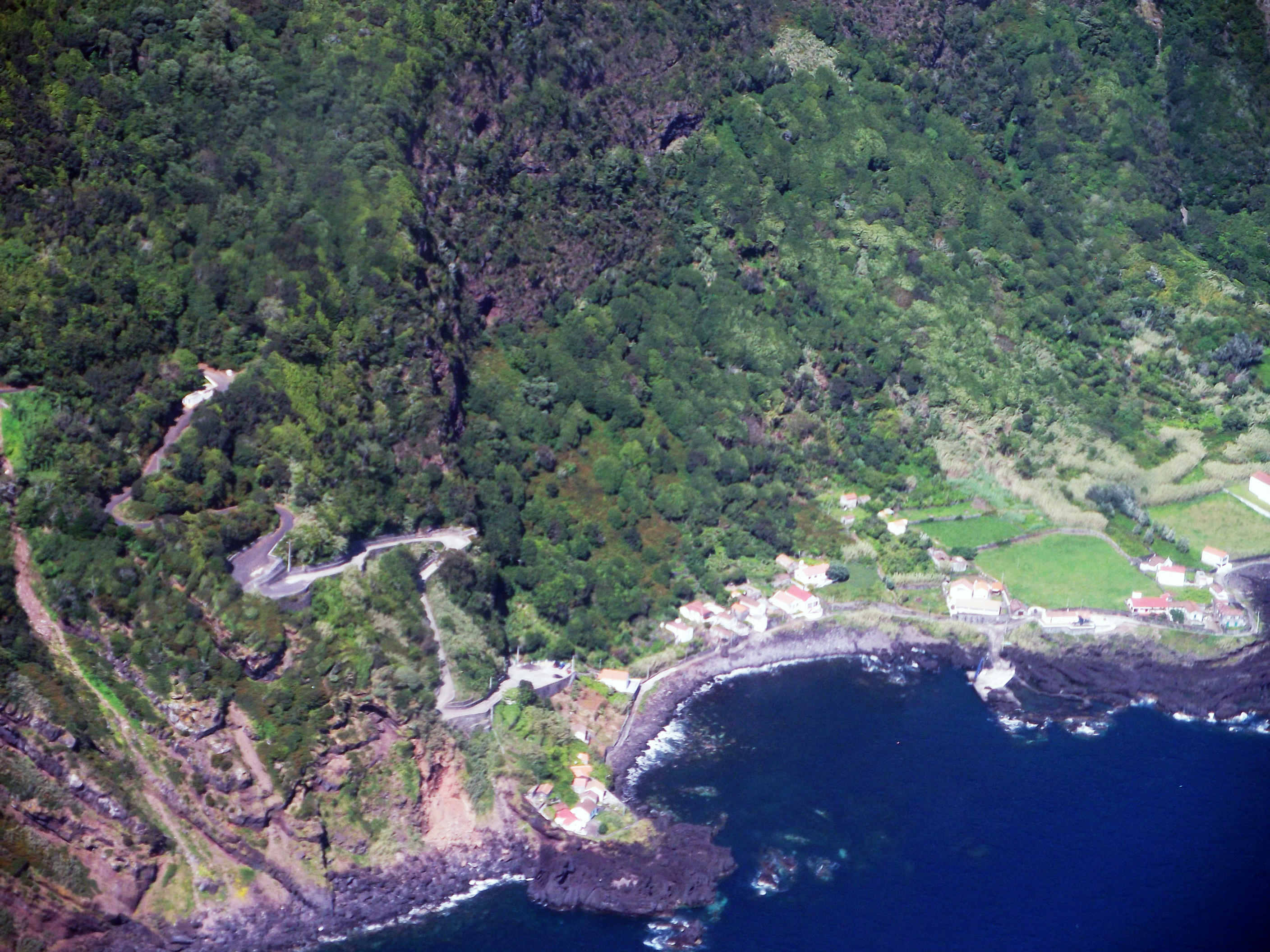
Fajã das Almas vista do ar.

A Fajã das Almas é uma fajã portuguesa localizada na freguesia das Manadas, Velas, ilha de São Jorge, arquipélago dos Açores.
Situa-se na costa Sul da Ilha de São Jorge e é também conhecida por Fajã do Calhau.
Os acessos são alcatroados e em alguns locais feitos de cimentado.
Nesta fajã a arquitectura tem sido razoavelmente cuidada e as casas antigas tem sido recuperadas aparecendo no entanto aqui e ali uma construção moderna.
Os residentes permanentes são poucos em comparação com a população flutuante ao longo do ano.
Corria o ano de 1891 o número de população residente era de 78.
Nesta fajã existem duas ermidas, uma dedicada a Nossa Senhora das Almas, que se encontra no lugar do Barbos, e a de ermida de Santo Cristo, com data de 1876.
Esta ermida foi praticamente destruída por um incêndio que ocorreu no dia 9 de Setembro de 1880. A sua reconstrução ficou a dever-se a Francisco José de Bettencourt e Ávila, Barão do Ribeiro e voltou a ser benzida no dia 14 de Janeiro de 1882.
O porto desta fajã tem alguns barcos que se dedicam à pesca tanto ao longo da costa como de fundo.
Os peixes que mais se apanham são o chicharro, a cavala e como peixe de fundo, há o congro, a abrótea e o rocaz.
Perto da Ermida do Santo Cristo existe uma cisterna também mandada construir pelo Barão do Ribeiro, que foi o principal proprietário da fajã das Almas.
Os pássaros mais frequentes nesta fajã são a gaivota, o pardal, o garajau, o cagarro, o milhafre, o melro o pato bravo ou mudo, o ganso, no Verão, quando faz mau tempo, aparecem as vezes o maçarico.
Dada a riqueza da fauna presenta esta fajã encontra-se dentro de uma IBA que se estende-se ao longo da costa  e se prolonga desde a Ribeira da Fajã das Almas até até à ribeira do Pico das Brenhas. Esta IBA é composta por uma faixa desde a beira mar até ao rebordo da falésia. Os habitats naturais Presentes são as falésias dotadas de uma variada vegetação costeira macaronésicas, a vegetação vivaz das costas dos calhaus rolados e os matos macaronésicos endémicos.
Nesta IBA existe uma imenso povoado de Azorina vidalii e Perrexil-do-mar de grande interesse biológico.
Nesta fajã cultivou-se antigamente algum inhame. Cultura agora sem expressão,   Actualmente cultiva-se a bananeira, que desde cedo assumiu grande importância, chegando a atrair barcos propositadamente para a sua exportação. Também se cultiva o cafeeiro, o milho e os produtos hortícolas.
Nesta Fajã das Almas, com vista para a majestosa ilha do Pico, pode desfrutar-se da magnífica zona balnear com águas límpida, enquanto se observam os barcos de recreio que costumam passar ao largo.